# Zamek w Zbarażu
Zamek w Zbarażu (ukr. Збаразький замок) – twierdza w typie palazzo in fortezza w Zbarażu (Nowym Zbarażu). Powstała w latach 1620–1626 na polecenie Jerzego Zbaraskiego i Krzysztofa Zbaraskiego zaprojektował Henryk van Peene z Flandrii.  

## Historia
Zbaraż Stary od 1434 roku był siedzibą bogatego rodu kniaziów zbaraskich, wywodzących się z ruskich Korybutów. W 1474 roku kniaź Wasyl Nieświcki nie mogąc obronić się przed Tatarami spłonął w zamku z całą załogą. Zamek odbudowano, ale w 1589 roku został znów zniszczony przez Tatarów. Budowę nowego zamku rozpoczęto w 1620 roku. Zamek otoczony przez ziemne fortyfikacje, wykonane przy udziale Krzysztofa Arciszewskiego był nieskutecznie oblegany przez Kozaków w 1649 roku. Oblężenie to opisał Henryk Sienkiewicz w Ogniem i Mieczem. 
W czasie wojny z Turcją 1672-1676 w sierpniu 1675 roku polska załoga odparła przy pomocy 30 dział dwa szturmy wojsk tureckich, po czym została zaatakowana od wewnątrz przez chłopów, którzy schronili się w jego murach. Pod warunkiem oszczędzenia życia 2 sierpnia chłopi poddali zamek, lecz Turcy nie dotrzymali obietnicy i wszystkich wyrżnęli. Po odbiciu zamku ks. Dymitr Jerzy Wiśniowiecki naprawił uszkodzenia. 
W 1682 roku zamek przeszedł w ręce Potockich. Następnie zajęty przez Rosjan w 1707 roku w czasie III wojny północnej i w 1734 roku w czasie wojny o sukcesję polską. W XVIII wieku zamek w ruinie dalej należał do rodu Potockich. Na początku XIX wieku Potoccy sprzedali zamek Lubomirskim. W zamku rezydował przez pewien czas generał Józef Bem. Zniszczony poważnie przez Rosjan w 1914 roku podczas I wojny światowej. 
W drugiej połowie lat 30. XX wieku z inicjatywą odbudowy zamku wystąpiło stowarzyszenie Związku Oficerów Rezerwy RP z Tarnopola (prezes Władysław Sardecki, wiceprezesi płk. dypl. Mieczysław Mozdyniewicz, mjr Włodzimierz Krynicki). Po 1945 roku częściowo zburzony. Obecnie zespół ukraińskich muzeów: Muzeum Historyczno-krajoznawczego, Muzeum Iwana Praszki oraz Muzeum Chleba.

## Architektura
Twierdza została zbudowana na planie kwadratu o boku 88 metrów z czterema bastionami w narożach o wysokości 23 metrów z kazamatami i fosą o szerokości 20 metrów. Zamkowe lochy ciągną się aż pod klasztor bernardynów. Do wnętrza zamku prowadzi barokowa dwupiętrowa brama.
W pobliskiej wsi Zbaraż Stary znajdował się poprzedni zamek rodu Zbaraskich.